# Synagogue de Leobschütz (1865-1938)
La synagogue de Leobschütz  ou synagogue de Głubczyce, inaugurée en 1865, a été détruite en 1938 lors de la nuit de Cristal comme la plupart des autres lieux de culte juif en Allemagne. Elle était située dans la König-Ottokar-Straße (actuellement rue Jan Kochanowski).
Leobschütz, une ville à très grande majorité germanophone, fait partie de la province de Haute-Silésie allemande jusqu'en 1945. À cette date, elle est rattachée à la Pologne et prend le nom de Głubczyce. La population allemande est expulsée et remplacée par des Polonais. La ville, située à 100 km à l'ouest de Katowice et 60 km au sud d'Opole, compte actuellement un peu plus de 13 000 habitants. 

## Histoire de la communauté juive
Les premiers Juifs s'installent à Leobschütz dans la seconde moitié du XIVe siècle, aux environs de 1360; En 1360, le prince Henckel de Ratibor publie un décret imposant aux Juifs de Leobschütz de prêter un serment humiliant sous peine de se voir expulser de la ville. 
Vers la fin du XVe siècle et le début du XVIe, les autorités de la ville, profitant d'un climat défavorable aux Juifs, acceptent le privilège de non tolerandis Judaeis (interdisant aux Juifs de vivre et d'exercer un commerce dans la ville) du roi Ladislas de Bohême, malgré les efforts du margrave George de Hohenzollern qui pour les en empêcher, leur explique les avantages économiques apportés par les commerçants Juifs pour la ville et ses habitants.
En 1520, le Juifs sont accusés d'un meurtre rituel d'un jeune enfant du village de Kreisewitz, distant d'à peine 5 km de Leobschütz. 
En 1526, la Silésie passe sous la domination des empereurs autrichiens. L'intensification de la concurrence entre les marchands juifs et chrétiens provoque des vagues de mécontentement et de nombreuses plaintes contre les Juifs sont déposées aux autorités impériales à Vienne. Le gouverneur général de Silésie, l'évêque de Breslau Jacob de Salza, demande en 1535 au roi de Bohême et de Hongrie Ferdinand Ier de Habsbourg un décret pour l'expulsion des Juifs du duché d'Oppeln et Ratibor. En 1539, les Juifs sont expulsés de Leobschütz et en 1543, le margrave George de Hohenzollern publie un décret interdisant aux Juifs de s'installer à Leobschütz. La même année, un des membres de la communauté juive, Abraham Hirsch, est accusé de jeter des charmes aux femmes chrétiennes, en utilisant du lait maternel. Arrêté, malgré ses dénégations, il est condamné au bûcher après avoir été torturé. Les 64 Juifs de Leobschütz quittent la ville et s'installent à Neustadt O.S  (actuellement Prudnik en Pologne) et à Hotzenplotz (actuellement Osoblaha en République tchèque)
En 1743, après la première guerre de Silésie, Leobschütz se retrouve sous domination du Royaume de Prusse.  
En 1810, avec les lois de sécularisation, les Juifs ont désormais l'autorisation de s'installer en ville. Les premiers sont les frères Abraham, Jacob et Jonas Bruckowie, Aaron Berliner et Samuel Boss. En 1814, les Juifs de Leobschütz achètent un terrain pour en faire un cimetière. En 1818, la population juive atteint déjà 62 personnes et leur nombre ne cesse de croître. En 1830, on compte 94 Juifs résidant en ville, et en 1862 leur nombre atteint 301,.    
Les Juifs sont très actifs dans la vie économique et culturelle de la ville. Vers 1850, le chantre de la communauté et en même temps enseignant, Moritz Teichmann, ouvre à Leobschütz la première usine de produits lainiers. En 1856, l'entrepreneur juif Benjamin Hollaender ouvre une autre usine de produits lainiers, qui existe toujours, sous le nom de Zakłady Przemysłu Dziewiarskiego (Union des industries du tricot). Ces deux usines qui exportent dans le monde entier, emploient plusieurs milliers d'ouvriers.    
Gustav Hollaender, né à Leobschütz en 1855 et décédé à Berlin en 1915, est un célèbre violoniste, chef d'orchestre et compositeur. Son frère Victor Hollaender, né à Leobschütz en 1866 et décédé en 1940 à Hollywood en Californie, est un compositeur d'opérettes et de musiques de films. Son autre frère, Felix Hollaender, né à Leobschütz en 1867 et décédé à Berlin en 1931, est un écrivain, critique d'art et dramaturge. 
Une synagogue est construite en 1864 pour répondre au nombre croissant de membres de la communauté. Le premier cimetière, fondé au début du XIXe siècle est agrandi en 1868, et un second, entouré d'un mur de briques est ouvert en juillet 1892. 
En 1890, la communauté juive de Leobschütz compte 341 membres, mais ce nombre va commencer à diminuer de façon constante au cours des années suivantes : en 1910 il n'y a plus que 174 Juifs représentant 1,3% de la population totale de la ville. 
On compte pour l'année scolaire 1886-1887, 36 élèves juifs à l'école secondaire de Leobschütz sur un total de 404 élèves, et pour l'année 1889-1890, 30 sur un total de 293. En 1911, la communauté est présidée par le commerçant Sachs et par Hillel, le propriétaire de l'usine Kornblum.
Après la Première Guerre mondiale et la renaissance d' l'État polonais, la majorité des Juifs choisissent le camp pro-allemand. Beaucoup décident alors de s'installer à l'ouest dans de grands centres urbains allemands. Lors du plébiscite de 1921, les habitants de Leobschütz votent à 99,3% pour que leur ville reste allemande. 
L'existence pacifique de la communauté juive prend fin vers la fin des années 1920. Pendant la Grande Dépression, la plupart des usines locales ferment. L'aggravation de la crise et la montée du chômage entraine comme partout en Allemagne une recrudescence des actes antisémites. Dès 1927, des sympathisants nazis dégradent la synagogue et peignent sur ses murs des slogans insultants. 
En 1932, il y a 111 Juifs à Leobschütz. La communauté est dirigée par Max Bachrach, président, Max Guttfreund et Eduard Sussmann. Huit élèves suivent des cours de religion juive. La communauté dispose de plusieurs associations caritatives laïques.     
Le 1er avril 1933, a lieu comme dans toute l'Allemagne le boycott des commerces et établissements juifs. Lors de la nuit de Cristal, du 9 au 10 novembre 1938, la synagogue est incendiée, et les commerces juifs sont pillés et vandalisés par les milices nazies. Dix Juifs sont arrêtés.  En 1939, il reste encore 44 Juifs vivant à Leobschütz.  
En septembre 1941, tous les Juifs de la ville sont rassemblés dans une maison située dans la rue actuellement dénommée Walowa. Le 14 juillet 1942, un groupe de 15 Juifs est emmené vers les ghettos du Gouvernement général de Pologne, avant d'être envoyé au camp de concentration d'Auschwitz-Birkenau. Le 13 novembre 1942, le convoi n° XVIII/1 avec 56 Juifs dont 13 originaire de Leobschütz, en provenance d'Oppeln est acheminé au ghetto de Theresienstadt. En avril 1943, il ne reste plus que 10 Juifs à Leobschütz. Ceux-ci seront déportés à Theresienstadt le 21 avril 1943 par le convoi n° XVIII / 5, en provenance d'Oppeln. Il n'y aura que de rares survivants.
Après la Seconde Guerre mondiale, la communauté juive de Głubczyce, nouveau nom donné par les Polonais à Leobschütz, n'est pas en mesure de renaître 

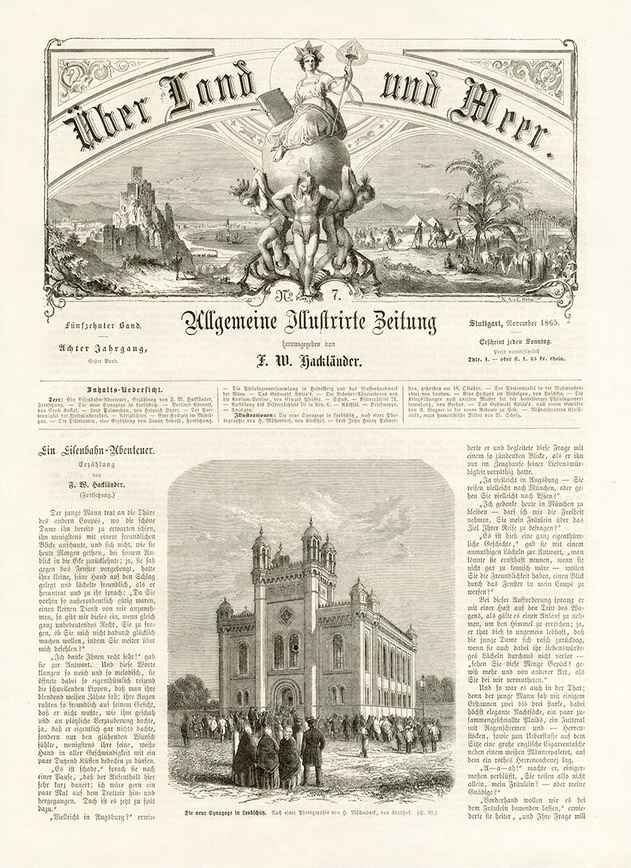
La synagogue en première page de la revue Über Land und Meer en 1865

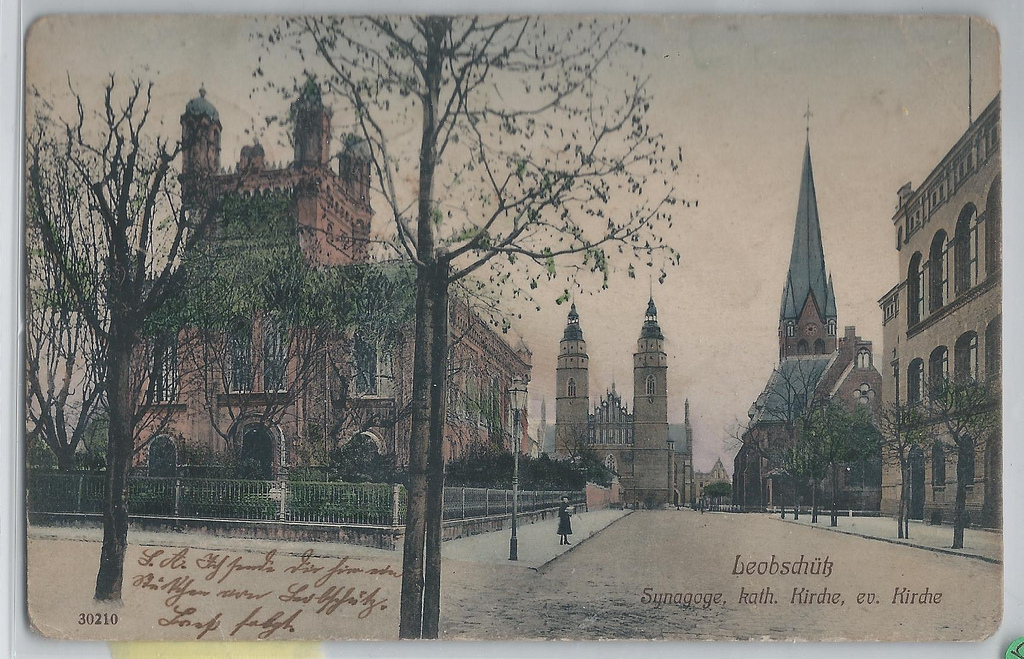
Le quartier œcuménique avec la synagogue à gauche, l'église catholique au fond au centre et l'église protestante à droite

## La synagogue

### Historique
Au milieu du XIXe siècle, une salle de prière est située dans la maison du maître-charpentier Mantkego au 17 Wasserstrasse.
En 1864, l'augmentation du nombre de fidèles oblige le conseil de la communauté à construire une synagogue. Celle-ci est construite selon les plans de l'architecte Knoebel dans la  König Ottokar Straße (actuellement rue Kochanowski) et est inspirée de la synagogue du quartier Leopoldstadt de Vienne. Les menuiseries sont réalisées par le maitre-charpentier Jungfer, et l'orgue réalisé par le facteur Haas. Les autorités municipales fournissent gracieusement le bois de construction.  À l'époque, c'est le plus grand bâtiment de la ville. Il est situé dans l'ancien secteur de défense, en dehors des murs de la ville, dans une banlieue nouvellement créée à l'ouest de la ville. C'est un secteur où se trouve la plupart des édifices publics, le palais de justice, la prison, la poste centrale, un monastère, un foyer pour les pauvres, etc. À côté de la synagogue se trouve l'église catholique de la Sainte-Vierge-Marie, ainsi qu'une église protestante, dans ce qu'on appelle alors une composition urbaine œcuménique.  
La cérémonie d'inauguration de la synagogue se déroule en septembre 1865. La revue juive Illustrirte Monatshefte für die gesammten Interessen des Judenthums décrit la synagogue: 
« À Leobschütz (Prusse), où ne s'est implantée que très récemment une communauté juive de 170 personnes, a été construite, grâce à la munificence des membres les plus riches de la communauté et grâce à la générosité de la ville (qui a fourni gratuitement le bois de construction), une maison de Dieu, qui extérieurement copie de façon réduite et simplifiée, le temple viennois de Leopoldstadt. Le bâtiment est le plus beau de Leobschütz. »
La synagogue est pendant 73 ans le centre de la vie culturelle et cultuelle de la communauté juive du district Leobschütz. 
La synagogue est détruite comme la plupart des lieux de culte juif en Allemagne lors de la nuit de Cristal du 9 au 10 novembre 1938 par les milices nazies. Les pompiers appelés sur les lieux n'ont l'autorisation que de protéger du feu les maisons avoisinantes. Les ruines sont achetées par une personne privée qui doit éliminer toute trace de bâtiment juif. Les murs du bâtiment sont dynamités et le sol nivelé.  
De nos jours, à cet endroit, sur une petite pelouse, se trouve un monument avec l'inscription en polonais: « En l'honneur de ceux qui ont donné leur vie pour la liberté de la Pologne en 1939-1945 – la communauté publique 1985 ». Aucune mention n'est faite à l'existence de la synagogue en ce lieu avant la Seconde Guerre mondiale.

### Architecture
La synagogue en brique est construite dans le style mauresque selon un plan rectangulaire. La conception exacte de la synagogue nous est inconnue, mais sa façade est une réplique presque parfaite de la synagogue de la Tempelgasse à Vienne dans le quartier Leopoldstadt conçue par l'architecte Ludwig Förster. La façade est divisée en trois parties, avec la partie centrale, en légère avancée, sous forme de tour carrée de trois niveaux, surmontée en ses quatre coins de lanterneaux octogonaux couronnée d'un dôme byzantin. Les façades latérales sont divisées en deux niveaux, la partie supérieure percée de six hautes fenêtres à arc plein cintre, séparées par des pseudo-pilastres, et en partie inférieure, douze fenêtres rectangulaires. Ceci semble indiquer la présence d'une galerie pour les femmes, courant probablement sur trois côtés de la salle de prière principale.     
L'arrangement des fenêtres sur la façade est différent de celui de la synagogue de Vienne, indiquant une taille plus petite et une configuration différente du bâtiment.   
On possède actuellement quelques photographies de l'extérieur du bâtiment, mais aucun plan architectonique ni aucune photographie de l'intérieur du bâtiment.